# تپه گورستان قره قشلاق
تپه قبرستان قره قشلاق مربوط به عصر مس - عصر برنز - سدهٔ ۷ تا ۸ ه‍.ق است و در شهرستان سلماس، بخش مرکزی، دهستان زولاچای شرق، روستای قره قشلاق واقع شده و این اثر در تاریخ ۷ اسفند ۱۳۸۵ با شمارهٔ ثبت ۱۷۷۶۶ به‌عنوان یکی از آثار ملی ایران به ثبت رسیده است.